# Clastobryella ruficaulis
Clastobryella ruficaulis là một loài Rêu trong họ Sematophyllaceae. Loài này được (Thwaites & Mitt.) M. Fleisch. mô tả khoa học đầu tiên năm 1923.